# Ефрем (Яринко)
Митрополит Ефрем (в миру Валентин Александрович Яринко, укр. Валентин Олександрович Ярінко; 11 декабря 1978, Костылёвка, Раховский район, Закарпатская область) — иерарх Украинской православной церкви (Московского патриархата), митрополит Бердянский и Приморский.
Тезоименитство — 10 февраля (преподобного Ефрема Сирина).

## Биография
Родился 11 декабря 1978 года в селе Костылёвка Раховского района Закарпатской области в семьи рабочего.
В 1993 году окончил Костилёвскую девятилетнюю школу, а в 1995 — среднюю школу села Деловое Раховского района.
В 1995—1999 годах учился в Хустском духовном училище, в селе Великие Комяты Виноградовского района Закарпатской области.
23 сентября 1997 года, по благословению епископа Хустского и Виноградовского Мефодия (Петровция), наместником Свято-Троицкого мужского монастыря игуменом Исаакием (Чаклей) пострижен в мантию с наречением имени Ефрем, в честь преподобного Ефрема Сирина (память 10 февраля).
2 ноября 1997 года в Свято-Троицком мужском монастыре в Хуст-Городилове епископом Хустским и Виноградовским Мефодием рукоположен в сан иеродиакона, а 4 ноября того же года — в сан иеромонаха.
22 ноября 1999 года — награждён наперсным крестом.
Решением Священного Синода Украинской Православной Церкви от 21 декабря 2001 года утверждён наместником Спасо-Преображенского мужского монастыря села Теребля.
14 октября 2003 года награждён крестом с украшениями.
2 апреля 2006 года возведён в сан архимандрита.
4 января 2010 года назначен председателем контролирующей комиссии по росписи храмов в Хустской епархии.
В 2011 году заочно окончил Киевскую духовную академию.
С 11 мая 2011 года — секретарь Хустской епархии.
20 июля 2012 года решением Священного синода УПЦ ему было определено быть епископом Бердянским и Приморским.
3 августа 2012 года в храме Всех святых Свято-Пантелеимоновского женского монастыря в Феофании наречён во епископа.
5 августа 2012 года в храме святителя Николая Чудотворца Покровского женского монастыря города Киева рукоположён во епископа. Хиротонию совершили митрополит Киевский и всея Украины Владимир (Сабодан), архиепископы Хустский и Виноградовский Марк (Петровцы), Бориспольский Антоний (Паканич), Запорожский и Мелитопольский Лука (Коваленко), Переяслав-Хмельницкий и Вишневский Александр (Драбинко), епископы Макаровский Иларий (Шишковский), Васильковский Пантелеимон (Поворознюк), Броварской Феодосий (Снигирёв), Ирпенский Климент (Вечеря).
Решением Синода УПЦ от 15 марта 2013 назначен на должность настоятеля (священноархимандрита) мужского монастыря прп. Амвросия Оптинского г. Токмак Запорожской области.
17 августа 2018 года митрополитом Киевским и всея Украины Онуфрием (Березовским) возведён в сан архиепископа.
Указом митрополита Онуфрия от 17 августа 2022 года возведен в сан митрополита.
16 мае 2023 Синод РПЦ заявил о передаче Бердянской епархии из УПЦ в непосредственное подчинение Патриарха Московского и всея Руси и смене правящего архиерея на Луку (Волчкова). УПЦ это решение отвергла, заявив, что митрополит Ефрем продолжит управлять епархией удалённо.
По мнению российского политолога Алексея Макаркина, тем самым УПЦ «показала, что не признает перевод Запорожской области в подчинение России и для нее Бердянская епархия все так же является частью Украины и расположена на канонической территории УПЦ».